# Панометр (Лейпциг)

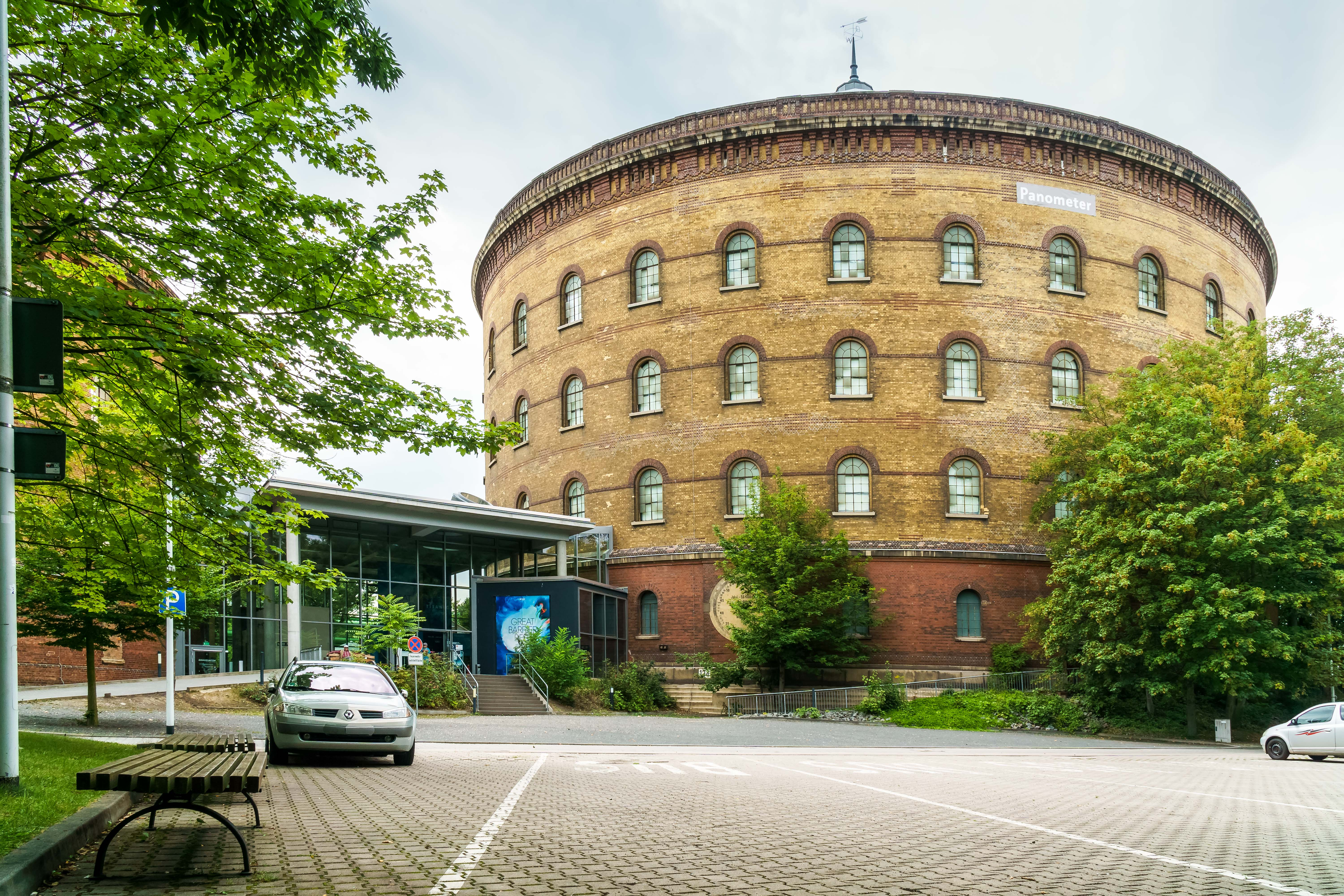
Здание Панометра

Панометр — выставочный зал в Лейпциге, в котором с 2003 года демонстрируется панорамная живопись и фотография художника Ядегира Азизи. Панометр находится в районе Конневиц в здании бывшего газгольдера (газометра), и само название «панометр» было создано Азизи из сложения слов «панорама» и «газометр». В 2006 году открылся Панометр в другом немецком городе, Дрездене.

## Описание

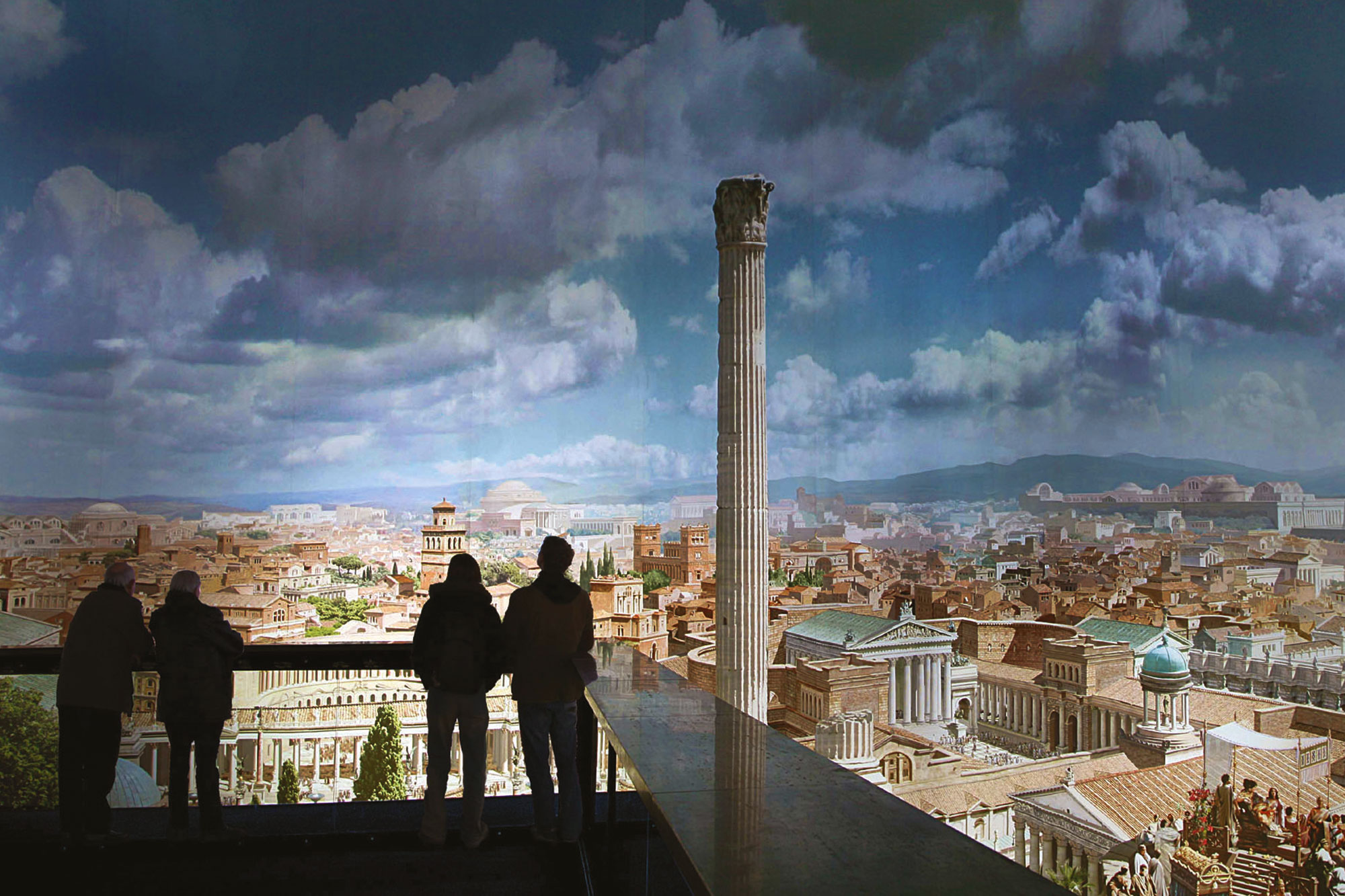
Зрители панорамы «Рим, 312»

Высота панорамы до 32 метров, длина 110 метров. Площадь изображений составляет 3200—3500 м². Посередине зала находится 15-метровая платформа с лестницами, откуда с разной высоты можно наблюдать картину. Показ картины сопровождается тематической фоновой музыкой и специальным звуковым и световым оформлением.
Картина создаётся цифровым способом и затем распечатывается на полиэстерной основе. Так, для выставки «Сад Каролы» вес распечатанного полотна составил 650 кг, а исходный файл занимал 13 гигабайт с множеством наложенных друг на друга слоёв изображений.

## Прошедшие выставки

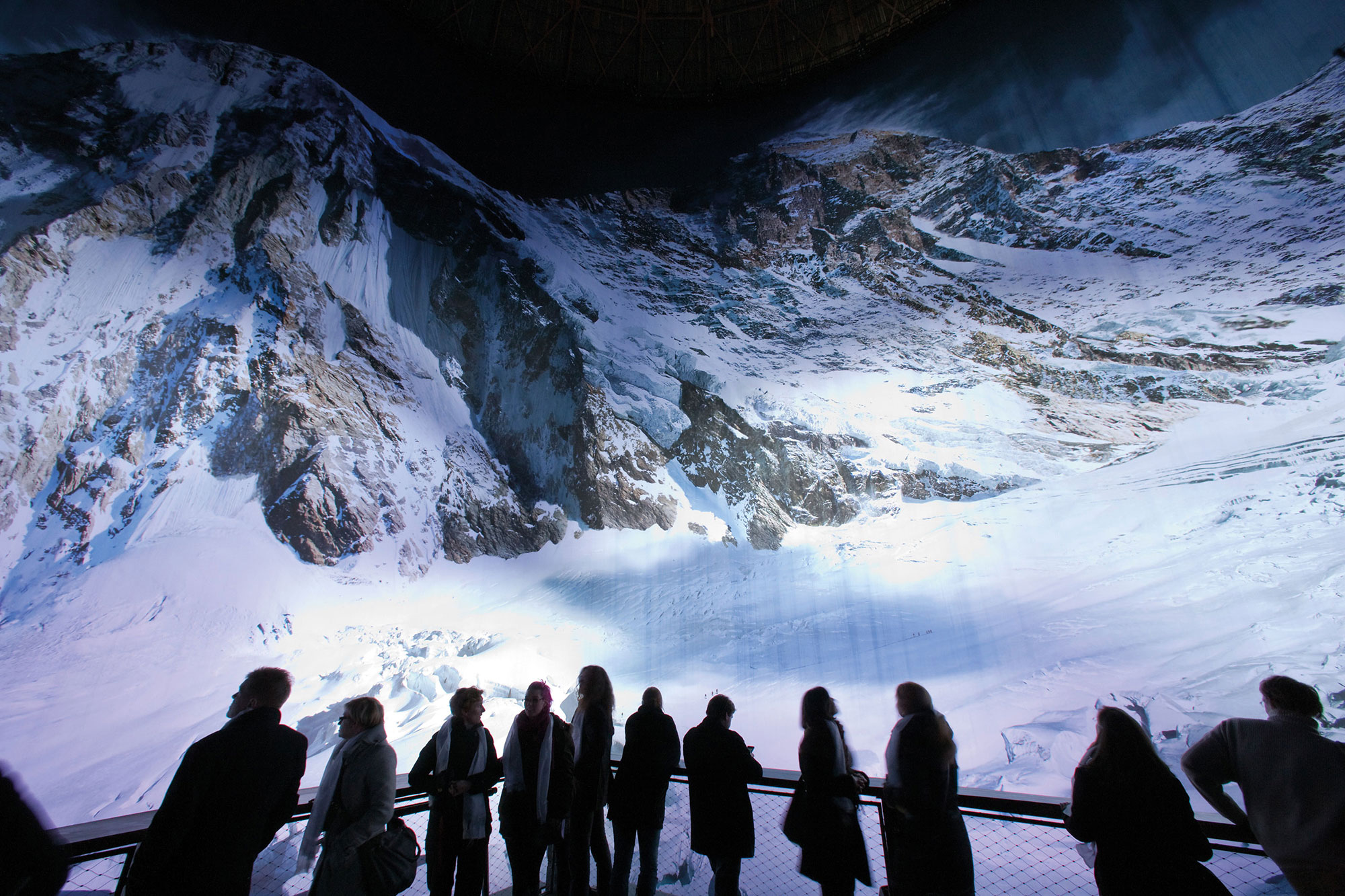
Фрагмент панорамы «Эверест»

- 2003—2005: Эверест. Панорама изображает пейзаж со стороны Долины молчания[4][5].
- 2005—2009: Рим, 312. Панорама показывает въезд в город Константина Великого после победы в битве у Мульвийского моста в 312 году[6].
- 2009—2013: Амазония. Панорама была приурочена к 150-летию Александра фон Гумбольдта и изображала флору и фауну Амазонии[7].
- 2013—2015: Лейпциг, 1813: Панорама изображает Лейпциг и Битву народов в 1813 году[8][9].
- 2015—2017: Большой Барьерный риф. Панорама показывает риф под водой у берегов Австралии[10].
- 2017—2019: Титаник. На панораме изображён затонувший и разрушающийся пароход на дне моря[11][12].
- январь 2019 — март 2022: Сад Каролы. Панорама посвящена саду Каролы, бывшей сотрудницы Панометра, и изображает растения и животных сада с точки зрения насекомого[13].
- апрель 2022 — март 2024: Нью-Йорк, 9/11 — Война в мирные времена.
- с марта 2024: Собор Моне.

В работе также находится панорама, посвящённая Антарктике.